# 刘南薇
刘南薇（1922年—1991年），原名刘松涛，笔名南薇，男，江苏武进人，中国越剧编导。作品有越剧剧本《祥林嫂》、《香妃》、《孔雀东南飞》等。